# Leksands och Gagnefs tingslag
Leksands och Gagnefs var ett tingslag i Dalarna i Kopparbergs län. Tingslaget motsvarade dagens Leksands kommun samt en del av Falu och Gagnefs kommuner , och omfattade knappt 1 972 km², varav land 1 778.
Tingslaget bildades 1916 genom sammanläggning av Leksands tingslag och Gagnefs tingslag. Det upplöstes 1948 och verksamheten överfördes till Nedansiljans domsagas tingslag.
Tingslaget hörde till Nedansiljans domsaga.

## Socknar
Tingslaget omfattade följande socknar: 

Hörde före 1916 till Leksands tingslag
- Leksands socken
- Åls socken
- Bjursås socken
- Siljansnäs socken

Hörde före 1916 till Gagnefs tingslag
- Gagnefs socken